# کارلوس د لا وگا
کارلوس د لا وگا (انگلیسی: Carlos de la Vega؛ زادهٔ ۲۴ ژانویهٔ ۱۹۸۰) بازیکن فوتبال اهل اسپانیا است.
از باشگاه‌هایی که در آن بازی کرده‌است می‌توان به باشگاه فوتبال آلکورکون، باشگاه فوتبال لگانس، باشگاه فوتبال اوئسکا، و باشگاه فوتبال رایو وایکانو اشاره کرد.